# Spätarchaisches Superereignis
Das Spätarchaische Superereignis stellt in der Erdgeschichte den bedeutendsten, episodischen Magmenpuls aller Zeiten dar. Es ereignete sich vor 2700 Millionen Jahren BP im ausgehenden Neoarchaikum.

## Einführung
Das während des Methaniums im Zeitintervall 2780 bis 2630 Millionen Jahre BP stattfindende Spätarchaische Superereignis (engl. Late Archean Superevent) lieferte im Verlauf der Erdgeschichte das zweifellos bedeutendste, jemals produzierte Magmenvolumen. Als Folgeerscheinung der gesteigerten Magmenaktivität entstand ein Superkontinent (Kenorland bzw. Superia), zu dem sich möglicherweise noch ein weiterer (Sclavia) hinzugesellt hatte.

## Charakterisierung

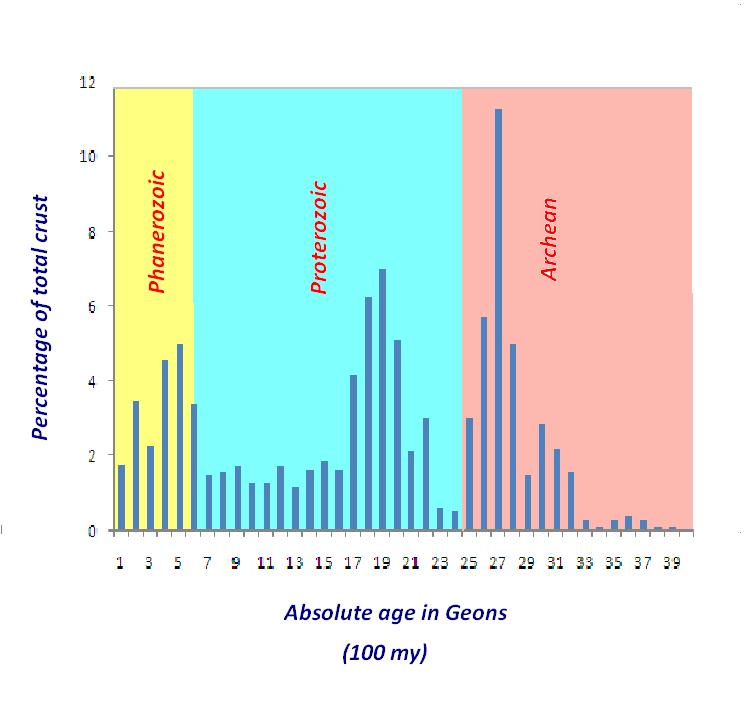
Flächenanteil der Krustenneubildung im Verlauf der Erdgeschichte (in Prozent der Gesamtkruste), nach Condie (2006). Deutlich erkennbar das absolute Maximum bei 2700 Millionen Jahren BP.

### Altersverteilungen
Auf magmatischen als auch auf detritischen Zirkonen basierende, radiometrische Altersverteilungen  bekunden ein deutliches, absolutes Maximum bei 2700 Millionen Jahren BP. Kontinent- bzw. Kratonspezifische Analysen belegen dieses Maximum für Laurentia, Europa, Australien (2680 Millionen Jahre BP), Antarktis (2670 Millionen Jahre BP) und Sibirien (2650 Millionen Jahre BP). Für Afrika und Südamerika erfolgte das Maximum bereits bei 2750 Millionen Jahre BP (die detritischen Alter liegen für Südamerika jedoch erneut bei 2700 Millionen Jahre BP). Ein abweichendes Verhalten zeigen Ostasien und Indien, die ihr Maximum erst bei 2500 Millionen Jahren erreichen.
Wie bereits aus dieser Auflistung zu erkennen war das Spätarchaische Superereignis nicht allein auf ein engumgrenztes Maximum bei 2700 Millionen Jahren BP begrenzt. So können im Zeitintervall 2760 bis 2650 Millionen Jahre BP 10 weitere Nebenmaxima unterschieden werden. Die Bedeutung des Hauptmaximums wird aber durch die Tatsache hervorgehoben, dass es auf 6 Kratonen nachweisbar ist. Das Nebenmaximum bei 2680 Millionen Jahren BP findet sich auf 5 Kratonen und die Nebenmaxima bei 2760, 2730 und 2650 Millionen Jahren BP sind nur mehr auf drei Kratonen auszumachen. Die genauesten Analysen stammen vom Superior-Kraton, der neben dem Hauptmaximum mindestens vier weitere Nebenmaxima sowohl in Grünsteingürteln als auch in TTG-Komplexen erkennen lässt (bei 2729, 2720, 2690 und 2682 Millionen Jahren BP).
Für detritische Zirkone liegen wichtige Maxima bei 2700 Millionen Jahren BP (für Afrika, Laurentia, Australien und Südamerika), bei 2680 Millionen Jahren BP (für Europa), bei 2720 Millionen Jahren BP (für Afrika, Europa und Antarktis), bei 2665 Millionen Jahre BP (für Australien) und bei 2650 Millionen Jahre BP (für Südamerika, Europa und Afrika).

### Intensität
Die Intensität dieses Ereignisses lässt sich anhand eines Vergleiches mit dem Sekundärmaximum bei 1900 Millionen Jahren BP gut abschätzen. So wurden für magmatische Zirkone bei 2700 Millionen Jahren BP rund 250 Messungen verbucht, bei 1900 Millionen Jahren BP jedoch nur 175. Detritische Zirkone lieferten bei 2680 Millionen Jahren BP immerhin 900 und bei 1900 Millionen Jahren BP nur noch 475 Messungen.
Für das Volumen der neugebildeten Kruste gibt Condie (2000) rund 1 Milliarde Kubikkilometer an. Taylor und McLennan (1985) schätzen das Krustenneuwachstum auf rund 40 % des heutigen Krustenbestandes ein. Im Verlauf des Methaniums soll sich ihnen zufolge die Erdkruste ausgehend von 30 % des heutigen Werts bei 2700 Millionen Jahren BP auf 70 % bei 2500 Millionen Jahren BP ausgedehnt haben. Andere Modellrechnungen kommen sogar zu dem erstaunlichen Ergebnis, dass um 2500 Millionen Jahren BP oder sogar noch etwas früher bereits 100 % der Erdkruste gebildet worden war. Weiteres, später erfolgtes Anwachsen war dann durch die kombinierte Einwirkung von Erosion und Subduktion ausbalanciert worden.

## Ursache
Als Ursache für die drastisch erhöhte Magmenproduktion wird eine katastrophale Umwälzung (engl. overturn) des Erdmantels angenommen, welche durch eine Instabilität in der Abflussgeschwindigkeit des abtauchenden Teils einer Konvektionszelle (engl. flush instability) ausgelöst wurde.